# Pleading the Blues
Pleading the Blues è un album di Junior Wells e Buddy Guy, pubblicato dalla Isabel Records nel 1979. Il disco fu registrato il 31 ottobre del 1979 al Condorcet Studio di Tolosa, Francia.

## Tracce
Lato A
1. Pleading the Blues – 7:36 (Junior Wells)
2. It Hurts Me Too – 4:20 (Tampa Red)
3. Cut out the Lights – 7:40 (Junior Wells)

Lato B
1. Just for My Baby – 4:06 (Junior Wells)
2. Quit Teasing My Baby – 4:24 (Junior Wells)
3. I'll Take Care of You – 6:45 (Buster Benton)
4. Take Your Time Baby – 4:02 (Junior Wells)

## Musicisti
- Junior Wells - armonica, voce
- Buddy Guy - chitarra
- Phil Guy - chitarra ritmica
- J.W. Williams - basso
- Ray Allison - batteria